# Festa Major de Castellterçol
La Festa Major de Castellterçol són un conjunt d'activitats festives que se celebren el quart cap de setmana del mes d'agost entre les quals destaquen especialment la Dansa de Castellterçol i El Ball del Ciri, dues danses populars catalanes que se celebren en el mateix municipi de Castellterçol (Moianès).
La Dansa de Castellterçol es balla l'últim diumenge d'agost, en canvi el Ball del Ciri es balla en dilluns. Ambdues danses són interpretades per sis parelles de balladors que antigament representaven els administradors que deixaven la seva feina o càrrec aquell mateix any. Les sis parelles balladores duen un vestuari característic i tradicional de les classes benestants, treballadors dels camps, exactament representen als pagesos del segle xvii. Es basen en la idea cerimonial, protocol i la solemnitat d'aquella època i l'actual, acompanyades de dos grans símbols com són el ciri i l'almorratxa. Per a molta gent simbolitza el final d'una època o el final de les vacances d'estiu.
Aquesta dansa comença al migdia havent acabat l'ofici. Els músics procedeixen a tocar la música tradicional darrere de les autoritats i els balladors es dirigeixen a l'Església de la Plaça Vella. Els homes saluden a les autoritats i els ofereixen les seves parelles per tal de començar el ball de les autoritats. A continuació es reprèn la dansa amb la Sardana, un altre ball tradicional català. L'endemà les mateixes sis parelles que ballen la La Dansa de Castellterçol també ballaran el Ball del Ciri. Durant el ball porten uns ciris i també unes almorratxes que contenen aigua, la qual aniran llançant als públics.

## Orígens
Aquesta festa data del segle xvii i té origen religiós. Els treballadors del camp, juntament amb les autoritats, després del seu ofici anaven dansant a l'Església Vella i amb les seves parelles es col·locaven amb rotllana i al mig es trobaven els músics que acompanyaven, amb la seva música, el ball. Una vegada fet un ball, els homes demanen a la seva dona per fer la volta d'honor. Abans de realitzar la dansa, cada parella havia d'anar amb la vestimenta que representava la seva època i dins de les seves possibilitats econòmiques.
Aquestes danses tenen una finalitat religiosa, encara que la societat civil troba en el ball la selecció i la solemnització dels seus rituals que van adquirint, a poc a poc, originalitat, difusió i entitat pròpia, que és molt important per a cada municipi. La elegància més gran s'adquireix quan sorgeix l'aparició de la Morisca de Gerri de la sal (paraula derivada de moro), que balla amb la parella elegida. Aquesta parella representarà la victòria totes les guerres.
Molts balls catalans no es coneixen, però no és el cas d'aquest, ja que és el que gaudeix d'una gran difusió i continuïtat. També s'ha convertit en interès nacional i en el model de la dansa catalana de tot municipi.

## Objectes simbòlics
- Ciri: És un instrument molt utilitzat en aquestes festes, sobretot en el Ball del ciri, que representa la llum i l'esperança.
- Almorratxa: També dita morratxa, és un recipient normalment de vidre, encara que també pot ser de meta o de terrissa, en forma de botella. Per a la festa major, normalment, s'hi posa aigua, però antigament s'hi posava perfum. Aquesta no només és utilitzada en aquesta dansa, sinó que també en moltes altres, com per exemple en el Ball de la Plaça a Lloret de Mar...